# Makarski dekanat
Makarski dekanat je teritorijalno-pastoralna jedinica u sastavu Splitsko-makarske nadbiskupije i metropolije. Obuhvaća prostor primorske strane Biokova, od Vrulje i Dubaca na zapadu pa do Baćinskih jezera i predgrađa Ploča na jugoistoku. Sjedište je u Makarskoj.
Do kraja Drugog svjetskog rata (1945.) dekant se prostirao i iza planine Biokovo i bio je razdijeljen na vicedekanate sa sjedištima u Makarskoj, Podgori, Gracu, Kozici i Dusini. Današnje granice dobio je nakon utemeljenja Biokovskog dekanata 1954. godine.
Makarski dekanat sastoji se od 18 župa i samostalnog Gospinog svetišta Vepric. Župe su: Baćina, Bast-Baška Voda, Brela Gornja, Brela Donja, Brist, Drašnice, Drvenik, Gradac, Igrane, Makar-Kotišina, Makarska (sv. Marko), Makarska (Kraljica Mira), Podaca, Podgora, Tučepi, Veliko Brdo, Zaostrog i Živogošće.
Do 1830. godine u Makarskoj je bilo sjedište biskupa. Župe Baćina i Stačevica pripadaju Dubrovačko-neretvanskoj, a ostale Splitsko-dalmatinskoj županiji.